# Rhodophthitus anamesa
Rhodophthitus anamesa är en fjärilsart som beskrevs av Louis Beethoven Prout 1915. Rhodophthitus anamesa ingår i släktet Rhodophthitus och familjen mätare. Inga underarter finns listade.